# Мирний (Шелковський район)
Мирний (рос. Мирный) — селище у Шелковському районі Чечні Російської Федерації.
Населення становить 226 осіб. Входить до складу муніципального утворення Сари-Суйське сільське поселення.

## Історія
Згідно із законом від 14 липня 2008 року органом місцевого самоврядування є Сари-Суйське сільське поселення.

## Населення
| 1990 | 2010 |
| ---- | ---- |
| 259  | ↘226 |